# Poccolus
Poccolus — культовая литовская метал-группа из города Утена, образованная в 1993 году. За время своего существования группа выпустила один полноформатный альбом, а также две демонстрационные записи. В 1998 году коллектив распался во время записи своего второго альбома. В 2010 году группа воссоединилась и впоследствии выступила на нескольких фестивалях.
В музыкальном плане творчество Poccolus представляет собой «сырой» блэк/пейган-метал с эпизодическим добавлением партий акустической гитары и клавишных инструментов, а также привнесением элементов электронного звучания. На музыку группы повлияли такие скандинавские метал-исполнители, как Burzum, Emperor и Bathory. Тексты песен концентрируются на языческой мифологии.
Poccolus называется одним из первых музыкальных коллективов Литвы, начавших исполнять пейган-метал. Группа рассматривается музыкантами литовской «подпольной» сцены, а также журналистами и академическими исследователями в качестве одного из «законодателей» жанра, оказавших существенное влияние на развитие языческого метала в Литве. Большинство песен Poccolus исполнены на литовском языке.

## Истоки
В 1991—1993 годах в Каунасе существовала трэш/дэт-метал-группа Nemesis, в состав которой, среди прочих музыкантов, входили вокалист/гитарист Мунис (Рамунас Першонис, лит. Ramūnas „Mūnis“ Peršonis), ранее игравший в Abnormity, и гитарист Витас (Станкус, лит. Vytas Stankus). За время существования группы участники коллектива успели записать демокассету Black Spirituality и отыграть несколько концертов в Каунасе, Утене и Шяуляе. После распада Nemesis Витас основал Nahash, а переехавший в Утену Мунис — Poccolus.

## Название
Слово Poccolus является вариантом имени Пеколса (лит. Пиколюса) — бога подземного царства и тьмы в прусской мифологии. По словам Муниса, Покколус (Пиколюс) — «один из главнейших литовских богов и отражает смерть, ненависть, разрушение, тьму, мудрость и является главнейшим богом в королевстве умерших».
Решение музыкантов назвать свою группу подобным образом является частью широкой тенденции: названия многих литовских (а также белорусских) коллективов, в той или иной степени обращающихся к языческому наследию, отсылают к персонажам высшей (Andaja, Ha Lela, Poccolus, Laumė, Зьніч/Znich) и низшей (Sovijus, Dalakon) мифологии. Согласно участникам Poccolus, «такие названия имеют особый ореол и иногда означают больше любого обычного слова».

## История группы

### Становление
Первая репетиция группы Poccolus состоялась в середине июля 1993 года. В первоначальный состав коллектива вошли Мунис, басист Раймис (Раймондас Рамонас, лит. Raimondas „Raimis“ Ramonas), а также ударник Аудрюс (Шимкунас, лит. Audrius Šimkūnas). Главным автором музыки и текстов группы является Мунис. В плане звучания лидер коллектива ориентировался на творчество таких скандинавских исполнителей блэк-метала, как Burzum, Emperor и Bathory. Основными темами текстов песен Poccolus являются языческая религия, балтийская мифология и история Литвы.
Формирование литовской блэк/пейган-метал-сцены началось в 1993 году, когда образовались группы Poccolus и Nahash. Примерно в то же время (с разницей в несколько месяцев) свою активную деятельность начали коллективы Anubi и Obtest. Чуть позже появились группы Dissimulation, Meressin и Ha Lela.
Первые репетиции Poccolus проходили в сыром гараже, который им предоставляла дэт-метал-группа Giljotina. Впоследствии музыканты продолжили репетировать в более просторном помещении, которое принадлежало готик-рок-группе Siela. Самые ранние песни, исполнявшиеся Poccolus, были написаны Мунисом ещё осенью 1992 года, когда он играл в составе Nemesis.
В 1993—1995 годах, параллельно с продвижением собственной группы, Мунис также играл в Nahash, но затем, столкнувшись с необходимостью регулярно перемещаться между Утеной и Каунасом, принял решение сосредоточить свои творческие усилия на Poccolus.

### Демозаписи
Первый демоальбом Poccolus под названием Kingdom of Poccolus увидел свет в 1993 году. Музыканты отобрали и записали для Kingdom of Poccolus три композиции, две из которых исполнены на английском языке. Первый демоальбом Poccolus вызвал интерес у Роберто Маммареллы (итал. Roberto Mammarella) — основателя итальянского лейбла Avantgarde Music, но в итоге сотрудничество группы с этой фирмой так и не состоялось, так как, по словам Муниса, Маммарелла не проявил особой заинтересованности в заключении контракта.
В июне 1994 года музыканты в домашней студии записали демоальбом Promo '94, состоящий из пяти композиций. В создании второго демо приняли участие Мунис, Рамис, Аудрюс и приглашённая клавишница Елена (лит. Elena). Promo '94 был выпущен группой самостоятельно и распространялся в формате аудиокассеты (MC). Для второго демоальбома группа переработала англоязычные композиции из Kingdom of Poccolus — перевела их на литовский и изменила отдельные фрагменты. В литовском метал-фэнзине Way to Dark была опубликована рецензия на Promo '94, в которой к сильным сторонам этого демоальбома были отнесены запоминающиеся музыкальные мотивы, разнообразие вокала и мелодичные гитарные партии Муниса, а к слабым — качество записи и звучание ударных инструментов.
Группа также работала над ещё одним демо, но по техническим причинам эта запись так и не была окончена. Впоследствии три композиции из незавершённого демо были включены в дебютный альбом коллектива.

### Полноформатный альбом

Оригинальная обложка дебютного альбома Poccolus (1996)

Осенью 1995 года в вильнюсской студии «Тамста» был записан полноформатный альбом Poccolus, получивший одноимённое с группой название. Помимо оригинального трио основателей коллектива, в звукозаписывающей сессии приняли участие приглашённые инструменталисты: Елена (клавишные), прежде уже работавшая с Poccolus, и профессиональная фольклористка Вильма Чиплите (лит. Vilma Čiplytė, канклес), которая также сотрудничала с Мунисом и Аудрюсом в рамках фолк-метал-группы Zpoan Vtenz. В 1996 году одноимённый альбом Poccolus был издан на CD южнокорейской фирмой Hammerheart Productions, специализировавшейся на записях исполнителей в жанрах блэк/пейган-метал. Ранее, когда группа ещё не имела контракта на выпуск альбома, представители Hammerheart Productions заказали демоальбом Promo '94, прослушали его и предложили музыкантам сотрудничество. В том же 1996 году усилиями литовского лейбла Dangus Productions Poccolus в формате аудиокассеты был выпущен и в Литве. В студийный альбом были включены песни, написанные Мунисом в период с 1992 по 1994 год.
В рецензии на Poccolus, опубликованной в российском фэнзине «Сотсирх Сусии», было отмечено, что вначале альбом сильно напоминает творчество Burzum, но затем это впечатление пропадает, так как в музыке литовской группы «практически нет злобности», чему способствуют использование акустической гитары, обилие клавишных партий, а также мелодраматические фрагменты с уклоном в дум-метал и фолк. При этом рецензент «Сотсирх Сусии» Sinned критически отозвался о вокале Муниса, попутно отметив стремление лидера коллектива имитировать вокальную манеру основателя Burzum Варга Викернеса. Отдельно обозреватель выделил выходящую за рамки блэк/пейган-метала композицию «Dvasklajys», назвав её «каким-то шаманским взыванием».
Poccolus являются одной из первых литовских «подпольных» групп, официально выпустивших свой альбом в формате CD. По словам Муниса, если бы не Avantgarde Music, Poccolus могли стать первым коллективом подобного рода.

### Концертные выступления
В одном из интервью, опубликованном в 1996 году, Мунис признался, что Poccolus «не принадлежит к числу тех групп, которые очень любят концертировать»: к тому времени музыкантами было дано три концерта, из которых для широкой публики был открыт лишь один. Причиной незаинтересованности коллектива в интенсивной концертной деятельности в то время было мизантропическое мировоззрение музыкантов.
Тем не менее, 13 июня 1997 года Poccolus вместе с близкими по духу группами Ha Lela и Skyforger (Латвия) приняли участие в мини-фестивале Black Friday, состоявшемся в Риге. В том же году материал с этого концерта был издан на MC латвийской фирмой Beverina Productions.

### Прекращение активной деятельности
После выпуска Poccolus Мунис выразил намерение создавать более экспериментальную музыку. Согласно сообщениям новостной ленты лейбла Dangus Productions, в 1998 году Poccolus приступили к записи второго альбома, который получил название Imperija. Этот материал так и не был опубликован, так как в том же году группа прекратила активную деятельность.
В 1990-х годах Мунис был одним из самых активных музыкантов на литовской метал-сцене: помимо Poccolus, он также принимал участие в деятельности нескольких других групп и проектов — Nahash, Zpoan Vtenz, Ha Lela, Sala (художественное объединение, основанное в 1995 году музыкантами Poccolus ir Zpoan Vtenz и занимающееся творческими поисками в области экспериментальной и психоделической музыки), а также Sovijus (на ранних этапах это был сольный проект Муниса, ориентированный на электронную музыку — первые записи Sovijus выполнены в жанре минималистичного дарк-эмбиента).

## Влияние
Poccolus являются одним из основных коллективов, повлиявших на становление блэк/пейган-метала в Литве: в частности, музыкантами этого жанра имя группы вспоминается не иначе как с уважением.
Важная роль Poccolus в развитии литовского языческого метала также отмечается музыкальными критиками и академическими исследователями. Журналист и критик Миндаугас Пелецкис в рецензии на дебютный альбом коллектива Andaja причислил группы Poccolus, Ha Lela и Zpoan Vtenz к числу классических представителей метал-сцены Литвы. В статье, описывающей зарождение метал-сцены и историю выпуска фэнзинов в Литве, Пелецкис отметил, что именно благодаря Poccolus литовские независимые музыканты начали активнее интересоваться языческой религией и балтийской мифологией.
Американский старший преподаватель курса мировой истории в Общественном колледже округа Ориндж (Нью-Йорк) Майкл Ф. Стрмиска (англ. Michael F. Strmiska) в своей работе, посвящённой связям неоязыческих движений с современной музыкальной культурой в Литве и Латвии, назвал среди влиятельных литовских групп языческого метала четыре коллектива: Poccolus, Zpoan Vtenz, Obtest и Andaja. Стрмиска также отметил, что репутация одного из основополагающих явлений на блэк/пейган-метал-сцене Литвы, приобретённая Poccolus после выпуска одноимённого альбома, сохранилась и после прекращения группой активной деятельности в 1998 году.
Влияние Poccolus на других музыкантов не ограничивается рамками одной лишь субкультуры металлистов: так, Дарюс Герулайтис (лит. Darius Gerulaitis), участник дуэта Wejdas (предположительно, первого литовского проекта, занявшегося смешением дарк-эмбиента и этнической музыки Балтийского региона), вспоминая в 2009 году о зарождении «подпольной» музыкальной сцены Литвы, особо выделил демоальбомы блэк-метал-групп Poccolus Kingdom of Poccolus и Akys Sugelti Juodakmiai (1994) как оказавшие первостепенное влияние на формирование его мировоззрения.
О неослабевающем интересе к творчеству Poccolus свидетельствует тот факт, что уже после распада коллектива ключевые записи группы — второе демо и одноимённый студийный альбом — были переизданы. В 2006 году британская фирма Supernal Music выпустила в формате CD ремастеринговую версию альбома Poccolus с новой обложкой, а также буклетом, содержащим тексты всех песен на литовском и английском языках. В 2009 году лейбл Inferna Profundus Records (Литва) издал на CD сборник Ragana (в переводе с лит. — «Ведьма»), который включает в себя демоальбом Promo '94 и две бонусные песни, записанные во время выступления Poccolus на концерте Black Friday в Риге. Все композиции, вошедшие в сборник, были ремастированы лично Мунисом.

## Воссоединение
В 2010 году Poccolus вновь приступили к репетициям. Из первоначального состава коллектива в воссоединении приняли участие Мунис и Раймис. В качестве новых участников к группе присоединились второй гитарист Zheamoth Hazatha Flauros (Гедрюс Маркаускас, лит. Giedrius Markauskas, Nahash, ex-Ha Lela), ударник Кингас (Гитис Ненюс, лит. Gytis „Kingas“ Nėnius, Luctus) и клавишник Лявас (Леонардас Марозас, лит. Leonardas „Levas“ Marozas, Pogrom, Pergalė, ex-Andaja). В обновлённом составе Poccolus выступили на 11-м метал-фестивале Kilkim žaibu, прошедшем 11—12 июня 2010 года у озера Лукстас в Тельшяйском районе (в ходе этого фестиваля группа разделила сцену с такими коллективами, как Primordial, Deströyer 666 и Obtest). В конце своего выступления на Kilkim žaibu музыканты Poccolus исполнили несколько композиций из репертуара Zpoan Vtenz в память о скончавшейся в 2009 году Вильме Чиплите.
Летом 2010 года Poccolus также приняли участие в XIII фестивале «современной балтийской культуры» Mėnuo Juodaragis (MJR), который состоялся 27-29 августа неподалёку от местечка Аукштадварис в Тракайском районе. Вместе с Poccolus на MJR XIII выступили такие исполнители, как Skyforger, Atalyja и Sol Invictus.
После серии концертов с Poccolus Мунис сосредоточился на авангардном творческом коллективе Sovijus, продолжив начатую ранее серию экспериментов по смешению электронной музыки и джаза. Не принимавший участия в воссоединении Poccolus Аудрюс Шимкунас с 1995 года занимается экспериментальным проектом Sala, в создании отдельных записей которого принимал участие и Мунис.

## Визуальная составляющая группы

Логотип группы

### Логотип
По словам Муниса, полным символом Покколуса (Пиколюса) являются три черепа — человеческий, лошадиный и бычий. Человеческий череп символизирует интеллект и мудрость, лошадиный — энергию и силу, но для оформления логотипа Poccolus музыканты выбрали отображение самой зловещей и наиболее пугающей стороны Покколуса — бычий череп.

### Оформление альбомов
В качестве обложки альбома Poccolus было использовано изображение абстрактного толка, созданное некоей Астой (лит. Asta). По словам Муниса, поскольку альбом не имеет строгой концепции и в него вошли песни разных лет, подобное «импрессионистское» визуальное решение хорошо подходит для Poccolus. Лидер группы также отметил, что каждый человек вправе интерпретировать обложку альбома по своему усмотрению и в данном случае всё зависит только от «уровня воображения» смотрящего.

### Образ музыкантов
После образования группы члены Poccolus выпустили несколько промофотографий, на которых музыканты изображены в длинных белых одеждах, похожих на те, что носили древние литовские знахари. Эти одежды не использовались коллективом во время концертных выступлений. После выпуска студийного альбома музыканты перестали делать групповые фотографии, чему было много причин, в том числе и вероятность резкого изменения состава группы.

## Художественные особенности

### Тексты песен
В отличие от постфолк-исполнителей, которые в основном занимаются творческой переработкой традиционных народных песен на современный лад, группы языческого метала из стран Балтии, как правило, не исполняют фольклорный материал, а используют содержащиеся в народных песнях послания мифологического и исторического характера в качестве источника вдохновения для создания оригинальных композиций. Тексты Poccolus призваны создать особую «языческую» атмосферу и не являются религиозными гимнами в строгом смысле этого слова. Так, песни из альбома Poccolus повествуют о подвигах древних воинов и загадочных столкновениях людей с потусторонними силами природы. Типичные примеры поэтических образов из композиций группы — зловещие леса, воющие волки, полыхающие огни, ядовитые змеи и ухающие совы.
Тексты песен Poccolus содержат архаичные, абстрактные образы войны, не привязанные к конкретным историческим событиям («Junda, Karo Deivė», в переводе с лит. — «Юнда, Богиня Войны»).

#### Анализ текстов
Христианство насаждалось огнём и мечом. Для меня это чуждая и неприемлемая религия.
Доктор этнологии и научный сотрудник Университета Витаутаса Великого Эгле Алекнайте в статье «Металлическое язычество» подвергла анализу тексты групп Poccolus и Ha Lela с точки зрения современного религиоведения. Конечной целью такого анализа было выявление особенностей мировоззрения литовских металлистов-язычников.
По мнению Алекнайте, в текстах Poccolus в первую очередь проводится чёткая грань между «хорошим», великим прошлым и «плохим», недостойным настоящим (композиция «Ugnis kyla virš Ąžuolų»). Дохристианская Литва предстаёт перед слушателем в качестве некоей утерянной Атлантиды, европейской языческой Империи (отсюда и название невыпущенного студийного альбома группы), которая «достигнула (sic) даже границ Москвы». Языческая эпоха воспринимается как время господства сильных, храбрых воинов — именно они являются идеалом для авторов текстов Poccolus и Ha Lela. В текстах подобных групп война преподносится в качестве непреходящей ценности, причём речь идёт не о идейной схватке ради неких возвышенных представлений, а именно о войне ради самой войны, после окончания которой воителю ничего не остаётся, кроме как вернуться в объятия Тьмы, пространство Небытия. Согласно Алекнайте, лирическим героем (субъектом) песен Poccolus является болезненно-одинокий воин (в текстах группы нет и намёка на чувство общинности, отнюдь не чуждое языческому мировоззрению), достигающий триумфа исключительно посредством уничтожения, но при этом обречённый в конечном итоге уничтожить сам себя («Pakol dega laužai», «Ugnis kyla virš Ąžuolų», «Tai bus mano triumfo valanda», «Begeyte Peccole»). Прослеживаемая в творениях Poccolus зачарованность образами повелителя Тьмы, Небытия, Смерти и Хаоса («Begeyte Peccole») роднит эту группу с представителями сатанинского блэк-метала.
В тексте песни Poccolus «Pakol dega laužai» (в переводе с лит. — «Пока горят костры») герой повествования непосредственно обращается к богине домашнего очага Габии с призывом сопровождать его в походе по «тропе Огня», которая в контексте творчества Poccolus напрямую связана с войной, путешествием на край земли, пространством Небытия и не имеет никакого отношения к жилищу человека, бытовому уюту и высшему порядку.

#### Неоязыческие интерпретации
Эгле Алекнайте в своей статье выделяет несколько моментов в творчестве Poccolus, которые не соответствуют устоявшимся представлениям о балтийском язычестве. В частности, критики христианства зачастую обвиняют эту религию в том, что догматы христианской веры исключили из гармоничной схемы единства и взаимопроникновения добра и зла одну из её составных частей — элемент зла. При этом утверждается, что языческое мировоззрение признаёт оба элемента дихотомии добра и зла в качестве равнозначных сторон человеческого бытия. Тем не менее, в текстах Poccolus напрочь отсутствует категория добра, вместо которой повсеместно утверждаются образы войны, насилия и смерти.
Алекнайте подчёркивает, что в традиции балтийского язычества понятие общинности играет далеко не последнюю роль, однако герой повествования в песнях группы всегда прибывает в одиночестве, никак не соприкасаясь ни с другими людьми, ни с архаичной общиной в целом.
Контрастирует с языческой традицией и введение образа Габии в песню «Pakol dega laužai». Габия почиталась язычниками не просто как богиня огня, но как покровительница конкретной его ипостаси — домашнего очага. Эта богиня символизировала собой гармоничное мироустройство, центром которого как раз и был домашний очаг, и не имела никакого отношения к хаосу, господствующему на краю света и олицетворяющему собой деструктивное начало, противоположность мировой гармонии. Стремление поместить Габию в дисгармоничное пространство (несвойственный для неё контекст) идёт вразрез с традиционными представлениями об этом божестве и представляет собой образец современных интерпретаций языческих верований.

### Музыкальное звучание

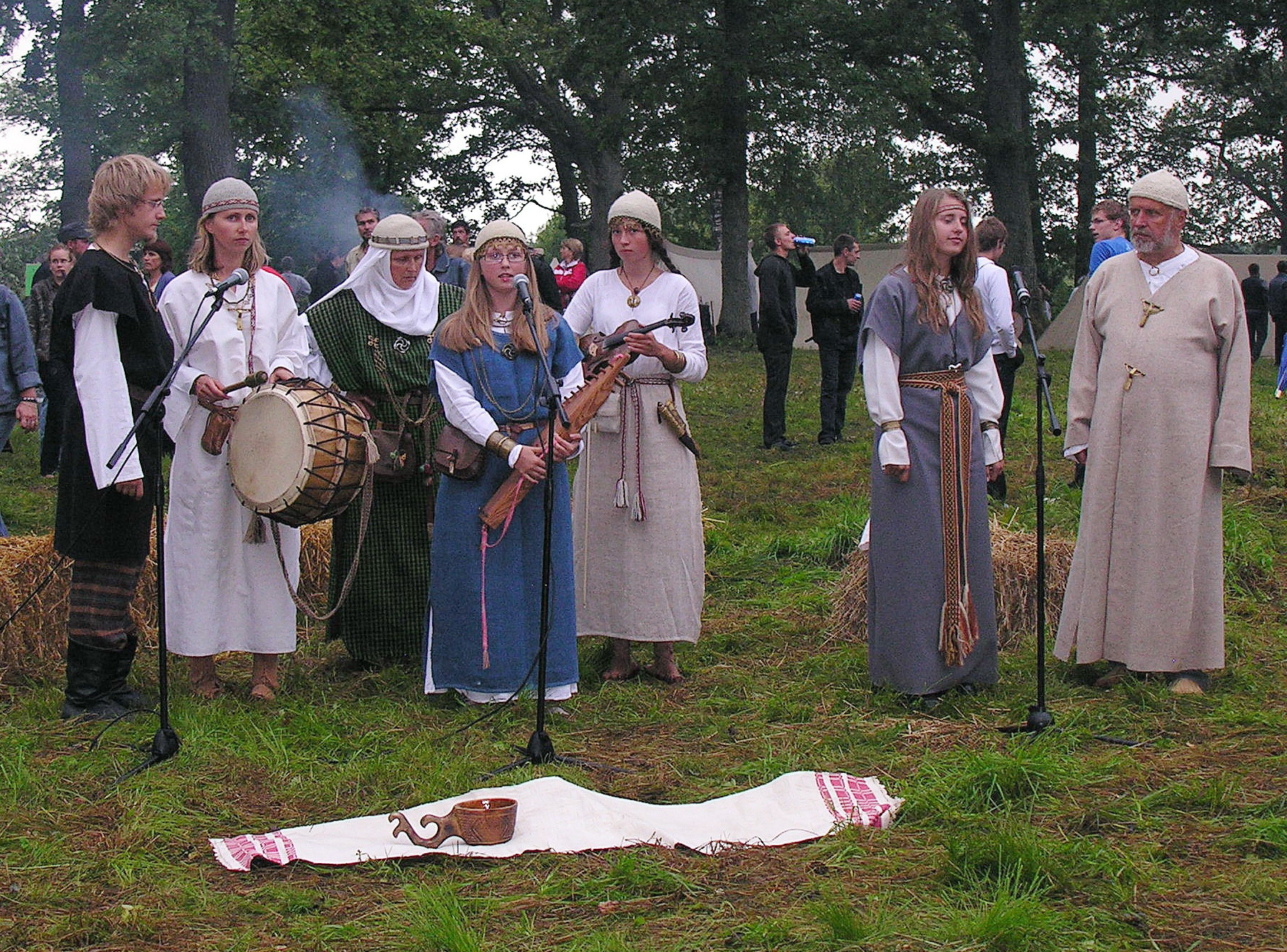
Майкл Ф. Стрмиска провёл параллели между творчеством Poccolus и совместными экспериментами проекта Donis и группы Kūlgrinda (на фото)

В музыкальном плане творчество Poccolus представляет собой жёсткий («сырой») блэк/пейган-метал с эпизодическим добавлением партий акустической гитары и клавишных инструментов, а также элементов электронного звучания. На музыку группы определяющее влияние оказали такие скандинавские метал-исполнители, как Burzum, Emperor и Bathory. При этом в интервью Филиппо Гальяно, которое Мунис дал около 1996 года, музыкант подчеркнул, что ему не импонирует ранний блэк-метал, в частности первоначальное творчество таких групп, как Poison и Bathory.
В профильной прессе отмечалось, что студийный альбом Poccolus, в основном выдержанный в рамках языческого метала, также содержит элементы дум-метала и фолка. Для отдельных композиций группы характерно помимо этого влияние электронной музыки: так, вступление к демоальбому Promo '94 под названием «Intro» записано исключительно с применением синтезаторов и стилистически относится к жанру эмбиент.
По своему меланхолическому настроению творчество Poccolus близко совместным творческим экспериментам Donis — проекта мультиинструменталиста и композитора Донатаса Белкаускаса (лит. Donatas Bielkauskas, ex-Wejdas) — и группы обрядовой музыки Kūlgrinda в альбоме Sotvaras (2003).

## Дискография
| Год  | Название                            | Тип                            | Лейбл                                                             |
| ---- | ----------------------------------- | ------------------------------ | ----------------------------------------------------------------- |
| 1993 | Demo '93 (Kingdom of Poccolus)      | Демоальбом                     | Саморелиз (MC, Литва)                                             |
| 1994 | Promo '94 (Poccolus)                | Демоальбом                     | Саморелиз (MC, Литва) Psychotic Release (MC, Италия)              |
| 1996 | Poccolus                            | Студийный альбом               | Hammerheart Productions (CD, Республика Корея) Dangus (MC, Литва) |
| 1997 | Live At Black Friday, Riga 13/06/97 | Сплит, концертный альбом       | Beverina Productions (MC, Латвия)                                 |
| 2006 | Poccolus                            | Переиздание студийного альбома | Supernal Music (CD, RM, Великобритания)                           |
| 2009 | Ragana                              | Сборник                        | Inferna Profundus Records (CD, RM, Литва)                         |

## Комментарии
1. ↑  В сферу низшей мифологии входят мифологические существа, не имеющие божественного статуса, различные демоны и ду́хи.
2. ↑  В выходных данных сборника Poccolus Ragana (2009) её имя указано как Алёна (лит. Aliona).
3. ↑  Первым таким коллективом стала вильнюсская дэт-метал-группа Ghostorm, издавшая свой дебютный полноформатный альбом Frozen in Fire (1995) в формате CD на лейбле Black Mark Production.
4. ↑  Речь идёт о ранней немецкой блэк-метал-группе из Ульма (1982—1987), не путать с одноимённой американской глэм-рок-группой из Пенсильвании.